# Taufik Fayad
Taufik Fayad (* 1939 in Haifa, Völkerbundsmandat für Palästina) ist ein palästinensischer Schriftsteller.

## Leben
Er wurde im Zuge des Palästinakonflikts mehrfach von israelischer Seite verhaftet und war von Januar 1970 bis April 1974 im Gefängnis. 1974 ging er nach Beirut. Neben Romanen und Kurzgeschichten schrieb er auch Analysen über die Situation in den von Israel besetzten Gebieten und betätigte sich als Theaterautor.

## Werke
- Al-Muschawwahun. Roman, 1964 (deutsch: Die Entstellten)
- Bait Al-Djunun. Theaterstück, 1965 (deutsch: Haus des Wahnsinns)
- Al Schari Al-Asfar. Kurzgeschichten, 1967, 1978 (deutsch: Die gelbe Straße)
- Al-Madjmua. Roman, 1974 (deutsch: Kampfgruppe Nr. 778)
- Habibati Milichya. Roman, 1976 (deutsch: Geliebte Miliz)
- Al-Bahlul. Drei Novellen, 1978 (deutsch: Der Narr)